# Málta az 1980. évi nyári olimpiai játékokon
Málta a szovjetunióbeli Moszkvában megrendezett 1980. évi nyári olimpiai játékok egyik részt vevő nemzete volt. Az országot az olimpián 3 sportágban 8 sportoló képviselte, akik érmet nem szereztek.

## Íjászat
| Versenyző    | Versenyszám  | 1. forduló | 1. forduló | 2. forduló | 2. forduló | Összesítés | Összesítés |
| Versenyző    | Versenyszám  | Pont       | Hely.      | Pont       | Hely.      | Pont       | Helyezés   |
| ------------ | ------------ | ---------- | ---------- | ---------- | ---------- | ---------- | ---------- |
| Leo Portelli | Férfi egyéni | 860        | 38.        | 947        | 38.        | 1807       | 38.        |
| Joanna Agius | Női egyéni   | 1052       | 29.        | 1067       | 27.        | 2119       | 28.        |

## Kerékpározás

### Országúti kerékpározás
Férfi
| Versenyző                                                  | Versenyszám     | Idő                | Helyezés      |
| ---------------------------------------------------------- | --------------- | ------------------ | ------------- |
| Joseph Farrugia                                            | Mezőnyverseny   | nem ért célba      | nem ért célba |
| Carmel Muscat                                              | Mezőnyverseny   | nem ért célba      | nem ért célba |
| Alfred Tonna                                               | Mezőnyverseny   | nem ért célba      | nem ért célba |
| Albert Micallef                                            | Mezőnyverseny   | nem ért célba      | nem ért célba |
| Joseph Farrugia Albert Micallef Carmel Muscat Alfred Tonna | Csapat időfutam | 2:23:50,1 (+22:28) | 20.           |

## Sportlövészet
Nyílt
| Versenyző      | Versenyszám | Pont | Helyezés |
| -------------- | ----------- | ---- | -------- |
| Larry Vella    | Trap        | 189  | 11.      |
| Frans Chetcuti | Trap        | 179  | 28.      |